# Retrovisión 1995-2006
Retrovisión es una recopilación de temas grabados en estudio del grupo español de rock M Clan. Además de los temas anteriores recogidos se presentan dos nuevas canciones: "Oigo música" y "Bananas". Es el séptimo álbum de su carrera y la primera y única recopilación con la que cuentan hasta ahora. 
Con esta antología hicieron un "alto en el camino" después de trece años de carrera musical y once desde la salida de Un buen momento, su primer álbum, al que seguirían Coliseum, Usar y tirar, Sin enchufe, Defectos personales y Sopa fría, los cuales están recogidos en mayor o menor medida en Retrovisión.
El único sencillo que fue publicado de este álbum fue "Oigo música", una de las dos canciones inéditas.
En el DVD que acompaña al álbum se incluyen todos los videoclips de M Clan hasta el momento más la grabación del concierto de fin de gira que tuvo lugar el 27 de octubre de 2005 en la plaza de toros de Murcia.

## Lista de canciones del CD
1. "Oigo música" - (4:34)
  - Tema inédito y primer sencillo.
2. "Llamando a la Tierra" - (4:11)
  - Tema extraído de Usar y tirar, 1999.
3. "Carolina" - (4:19)
  - Tema extraído de Sin enchufe, 2001.
4. "Sopa fría" - (4:01)
  - Tema extraído de Sopa fría, 2004
5. "Quédate a dormir" - (4:46)
  - Tema extraído de Usar y tirar, 1999.
6. "Miedo" - (4:58)
  - Tema extraído de Sopa fría, 2004.
7. "Antihéroe" - (3:41)
  - Tema extraído de Defectos personales, 2002.
8. "Maggie despierta" - (4:42)
  - Tema extraído de Sin enchufe, 2001.
9. "Filosofía barata" - (3:34)
  - Tema extraído de Sopa fría, 2004.
10. "Bananas" - (4:30)
  - Tema inédito.
11. "Souvenir" - (4:24)
  - Tema extraído de Sin enchufe, 2001.
12. "Mario" - (4:35)
  - Tema extraído de Sopa fría, 2004.
13. "Perdido en la ciudad" - (3:38)
  - Tema extraído de Un buen momento, 1995.
14. "Dando vueltas" - (3:17)
  - Tema extraído de Defectos personales, 2002.
15. "Chilaba y cachimba" - (4:25)
  - Tema extraído de Usar y tirar, 1999.
16. "¿Dónde está la revolución?" - (5:16)
  - Tema extraído de Coliseum, 1997.
17. "Un buen momento" - (2:59)
  - Tema extraído de Un buen momento, 1995.

## Contenido del DVD

### Videoclips
1. "Donde el río hierve"
2. "¿Dónde está la revolución?"
3. "Llamando a la Tierra"
4. "Quédate a dormir"
5. "Carolina"
6. "Maggie despierta"
7. "Souvenir"
8. "Antihéroe"
9. "Dando vueltas"
10. "Sopa fría"
11. "Miedo"
12. "Mario"

### Concierto en Murcia
1. "Ataque al corazón"
2. "Filosofía barata"
3. "Mario"
4. "Perdido en la ciudad" / "Nacional 120"
5. "Llamando a la Tierra"
6. "Miedo"
7. "Maggie despierta"
8. "En mis manos"
9. "Carolina"
10. "Chilaba y cachimba"
11. "Hasta la vista rock and roll"

## Componentes de M Clan en 2006
Para este álbum, la composición del grupo era la siguiente:
- Carlos Tarque: voz.
- Ricardo Ruipérez: guitarras.
- Pascual Saura: bajo.
- Juan Antonio Otero: batería.
- Carlos Raya: guitarras.
- Alejandro Climent: teclados.